# Camigliano (Montalcino)
Camigliano è una frazione del comune italiano di Montalcino, nella provincia di Siena, in Toscana.

## Storia
È probabile che a questa località si riferisca una pergamena della badia di Sant'Eugenio di Siena del novembre 948, che tratta di una concessione dell'abate Devoto a favore di un Camugliano nel contado senese.
Il 12 luglio 1212 il console del castello, Ildebrandino di Ardimanno, giurò fedeltà alla Repubblica Senese, impegnando la comunità di Camigliano al pagamento di un tributo annuo. Nel 1249 sono ricordati come signori di Camigliano i conti Ardengheschi di Civitella Marittima. Nel 1333, Camigliano e il suo castello furono attaccati ed incendiati dalle truppe pisane capitanate da Ciupo degli Scolari.
Nel 1413 a Camigliano aveva residenza un giusdicente senese di seconda classe. Nel 1462, la pieve di Camigliano, insieme a quelle di Argiano, Cinigiano, Poggio alle Mura e Porrona, furono spostate dalla diocesi di Grosseto a quella di Montalcino.

## Monumenti e luoghi d'interesse
- Pieve dei Santi Biagio e Donato